# Fleurey-lès-Faverney
Fleurey-lès-Faverney – miejscowość i gmina we Francji, w regionie Burgundia-Franche-Comté, w departamencie Górna Saona.
Według danych na rok 1990 gminę zamieszkiwało 411 osób, a gęstość zaludnienia wynosiła 36 osób/km² (wśród 1786 gmin Franche-Comté Fleurey-lès-Faverney plasuje się na 369. miejscu pod względem liczby ludności, natomiast pod względem powierzchni na miejscu 360.).